# Processus de Poisson
Pour les articles homonymes, voir Poisson (homonymie).

Schéma expliquant le processus de Poisson

Un processus de Poisson, nommé d'après le mathématicien français Siméon Denis Poisson et la loi du même nom, est un processus de comptage classique dont l'équivalent discret est la somme d'un processus de Bernoulli. C'est le plus simple et le plus utilisé des processus modélisant une file d'attente. C'est un processus de Markov, et même le plus simple des processus de naissance et de mort (ici un processus de naissance pur).  Les moments de sauts d'un processus de Poisson forment un processus ponctuel qui est déterminantal pour la mesure de Lebesgue  avec un noyau constant {\displaystyle K(x,y)=\lambda \mathbf {1} _{\{x=y\}}}.

## Première caractérisation
Le processus de Poisson d'intensité λ (réel strictement positif) est un processus de comptage d'occurrences qui vérifie les conditions suivantes :
1. Les nombres d'occurrences dans des intervalles de temps disjoints sont indépendants.
2. La probabilité d'une occurrence dans un petit intervalle de temps est proportionnelle à la longueur de cet intervalle, le coefficient de proportionnalité étant {\displaystyle \lambda }.
3. La probabilité qu'il y ait plus d'une occurrence dans un petit intervalle de temps est négligeable.

Ces deux dernières conditions forment la propriété dite des « événements rares ».
Mathématiquement, ces propriétés se traduisent, si l'on note {\displaystyle (N_{t})_{t\in \mathbb {R} ^{+}}} le processus de Poisson et {\displaystyle \mathbb {P} } la probabilité, par :
1. {\displaystyle \forall t_{0}=0\leq t_{1}<\dots <t_{k},} les variables aléatoires {\displaystyle (N_{t_{k}}-N_{t_{k-1}}),\dots ,(N_{t_{1}}-N_{t_{0}})} sont indépendantes ;
2. {\displaystyle \mathbb {P} (N_{t+h}-N_{t}=1)=\lambda h+o(h)} lorsque h → 0+ (t étant fixé)[1] ;
3. {\displaystyle \mathbb {P} (N_{t+h}-N_{t}>1)=o(h)} lorsque h → 0+ (t étant fixé).

On déduit des deux dernières égalités que {\displaystyle \mathbb {P} (N_{t+h}-N_{t}=0)=1-\lambda h+o(h)}.

### Conséquences fondamentales
On démontre alors, par des résolutions d'équations différentielles d'ordre 1 et par récurrence, que pour un temps t donné (strictement positif), le nombre Nt d'occurrences dans un intervalle de longueur t suit une loi de Poisson d'intensité λt, c'est-à-dire que
{\displaystyle \mathbb {P} (N_{t}=k)=\mathrm {e} ^{-\lambda t}{\frac {(\lambda t)^{k}}{k!}}} quel que soit l'entier naturel k
Et on démontre enfin que les temps s'écoulant entre deux incrémentations du processus de comptage (la probabilité que le processus de comptage augmente d'un coup de deux unités ou plus est nulle d'après la définition) sont des variables aléatoires indépendantes et de même loi exponentielle de paramètre λ, c'est-à-dire que :
si {\displaystyle T_{n}=\inf\{t\geq 0,N_{t}\geq n\},} alors les variables aléatoires {\displaystyle S_{k}=T_{k}-T_{k-1}\,(k\in \mathbb {N} ^{*})} sont indépendantes et {\displaystyle \mathbb {P} (S_{k}\leq t)=1-\mathrm {e} ^{-\lambda t}}, quel que soit t réel positif ou nul.
Il en résulte que pour tout entier naturel non nul n, la variable aléatoire Tn = S1 + ... + Sn suit la loi gamma {\displaystyle \Gamma \left(n,{\frac {1}{\lambda }}\right)}, dite aussi loi d'Erlang.

## Deuxième caractérisation
Cette construction est la même que la précédente, mais « à l'envers ».
Considérons des événements se produisant à des instants aléatoires dont les temps de séparation sont des variables aléatoires exponentielles indépendantes de même paramètre {\displaystyle \lambda }. Alors la variable qui compte le nombre d'événements qui se sont produits au fur et à mesure que le temps s'écoule est un processus de Poisson d'intensité λ. Mathématiquement, cela s'écrit :
Si {\displaystyle (S_{n})_{n\in \mathbb {N} }} est une suite de variables aléatoires indépendantes suivant la loi exponentielle de paramètre λ, et si l'on pose T0 = 0 puis   Tn = S1 + ... + Sn, alors, pour tout n, Tn suit la loi {\displaystyle \Gamma \left(n,{\frac {1}{\lambda }}\right)}, et si l'on pose pour {\displaystyle t\geq 0} {\displaystyle N_{t}=\sup \left\{n;T_{n}\leq t\right\}}, alors  {\displaystyle (N_{t})_{t\geq 0}} est un processus de Poisson, au sens où  {\displaystyle (N_{t})_{t\geq 0}} est un processus à accroissements indépendants stationnaires et qui vérifie {\displaystyle \mathbb {P} (N_{t}=k)=\mathrm {e} ^{-\lambda t}{\frac {(\lambda t)^{k}}{k!}}} pour tout entier naturel k.
On note que dans cette construction, la « propriété des événements rares », pourtant consubstantielle au processus de Poisson, n'apparaît pas explicitement, car elle est « cachée » dans le fait que l'on ait imposé aux temps de séparation entre instants aléatoires d'occurrence de suivre des lois exponentielles.